# Jürgen Nentwig
Jürgen Nentwig (* vor 1970) ist ein deutscher Ruderer. 
Bei den Ruder-Weltmeisterschaften 1976 im österreichischen Villach gewann er im leichten Herren-Achter die Goldmedaille.